# 上阿芒斯
上阿芒斯（法語：Haute-Amance，法語發音：[ot amɑ̃s]）是法国上马恩省的一个市镇，得名于阿芒斯河，属于朗格勒区。

## 地理
上阿芒斯（47°50'30"N, 5°33'7"E）面积46.33 平方千米，位于法国大東部大區上马恩省，该省份为法国东北部内陆省份，北起马恩省和默兹省，西接奥布省，西南接科多尔省，东南接上索恩省，东临孚日省。
与上阿芒斯接壤的市镇（或旧市镇、城区）包括：巴西尼地区马西伊、阿尔比尼苏瓦雷讷、塞尔苏瓦、沙特奈沃丹、绍德奈、屈尔蒙、阿芒斯河畔迈济耶尔、普莱努瓦、鲁热、托尔瑟奈。

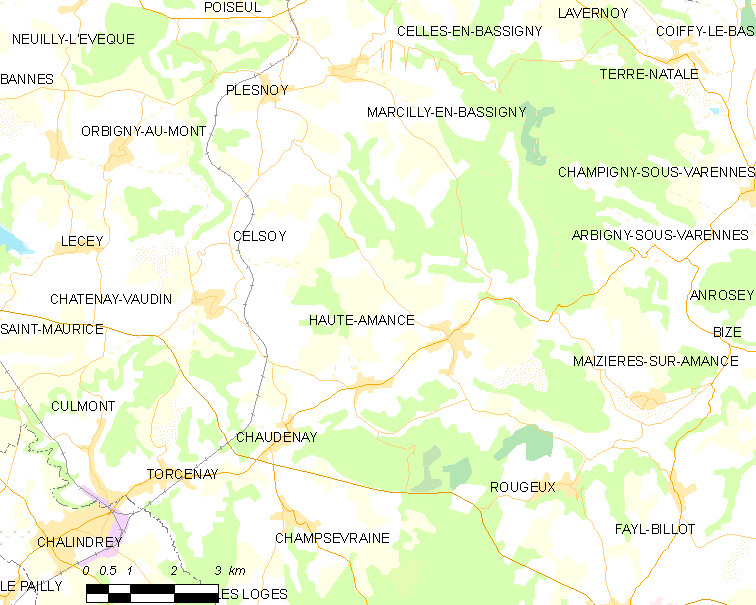
上阿芒斯的OSM定位图

上阿芒斯的时区为UTC+01:00、UTC+02:00（夏令时）。

## 行政
上阿芒斯的邮政编码为52600，INSEE市镇编码为52242。

## 政治
上阿芒斯所属的省级选区为沙兰德雷县。

## 人口

1962-2008年间上阿芒斯人口变化图示

上阿芒斯于2022年1月1日时的人口数量为959人。